# 地獄と高潮
『地獄と高潮』（じごくとたかしお、原題：Hell and High Water）は、1954年に公開されたサミュエル・フラー監督作のアメリカ映画。

## キャスト
| 役名               | 俳優                     | 日本語吹替 |
| 役名               | 俳優                     | TBS版      |
| ------------------ | ------------------------ | ---------- |
| アダム・ジョーンズ | リチャード・ウィドマーク | 大塚周夫   |
| ドニイズ・モンテル | ベラ・ダルヴィ           | 鈴木弘子   |
| モンテル教授       | ヴィクトル・フランサン   | 森山周一郎 |
| スキー             | キャメロン・ミッチェル   | 嶋俊介     |
| ホルター           | ジーン・エヴァンス       |            |
| ニューマン         | スティーブン・ベカシー   |            |
| ハカダ・フジモリ   | リチャード・ルー         |            |

- TBS版：初回放送 1969年11月17日 TBS『月曜ロードショー』
その他：村越伊知郎、北村弘一、緑川稔、納谷六朗

## スタッフ
- 監督：サミュエル・フラー
- 製作：レイモンド・A・クルーン
- 脚本：ジェシー・ラスキー・Jr、サミュエル・フラー
- 原案：デヴィッド・ヘンプステッド
- 撮影：ジョセフ・マクドナルド
- 音楽：アルフレッド・ニューマン
- 編集：ジェームズ・B・クラーク

## ノミネート
第27回アカデミー賞
- 特殊効果賞